# Сельское поселение Новый Кутулук
Сельское поселение Новый Кутулук — муниципальное образование в Борском районе Самарской области.
Административный центр — посёлок Новый Кутулук.

## Административное устройство
В состав сельского поселения Новый Кутулук входят:
- посёлок Новый Кутулук,
- посёлок Елховка,
- посёлок Марьевка,
- село Богдановка,
- село Коптяжево,
- село Страхово,
- деревня Сосенки.

## Население
- Численность населения на 1 января 2017 года составляет: 1319